# Canton de Lussan
Le canton de Lussan est une ancienne division administrative du département du Gard, dans l’arrondissement de Nîmes.

## Composition
| Nom                      | Code Insee | Intercommunalité     | Superficie (km2) | Population (dernière pop. légale) | Densité (hab./km2) |
| ------------------------ | ---------- | -------------------- | ---------------- | --------------------------------- | ------------------ |
| Lussan (chef-lieu)       | 30151      | CC Pays d'Uzès       | 46,92            | 502 (2014)                        | 11                 |
| La Bastide-d'Engras      | 30031      | CC Pays d'Uzès       | 9,85             | 207 (2014)                        | 21                 |
| Belvézet                 | 30035      | CC Pays d'Uzès       | 22,86            | 244 (2014)                        | 11                 |
| La Bruguière             | 30056      | CC Pays d'Uzès       | 16,43            | 333 (2014)                        | 20                 |
| Fons-sur-Lussan          | 30113      | CC Pays d'Uzès       | 10,49            | 240 (2014)                        | 23                 |
| Fontarèches              | 30115      | CC Pays d'Uzès       | 13,42            | 256 (2014)                        | 19                 |
| Pougnadoresse            | 30205      | CC Pays d'Uzès       | 7,65             | 247 (2014)                        | 32                 |
| Saint-André-d'Olérargues | 30232      | CA du Gard rhodanien | 9,75             | 417 (2014)                        | 43                 |
| Saint-Laurent-la-Vernède | 30279      | CC Pays d'Uzès       | 11,80            | 733 (2014)                        | 62                 |
| Saint-Marcel-de-Careiret | 30282      | CA du Gard rhodanien | 10,17            | 843 (2014)                        | 83                 |
| Vallérargues             | 30338      | CC Pays d'Uzès       | 12,73            | 141 (2014)                        | 11                 |
| Verfeuil                 | 30343      | CA du Gard rhodanien | 25,97            | 623 (2014)                        | 24                 |

## Administration

### Conseillers d'arrondissement (de 1833 à 1940)
Le canton de Lussan faisait partie de l'arrondissement d'Uzès jusqu'à sa disparition en 1926.
| Période                                  | Période      | Identité                       | Étiquette          | Qualité |
| ---------------------------------------- | ------------ | ------------------------------ | ------------------ | --- |
| 1833                                     | 1848         | Simon Chazel                   |                    | Maire de Fons, notaire à Saint-Laurent,                                                                     |
| 1848                                     | 1852         | Jean de La Bruguière           |                    | Propriétaire à Uzès                                                                                         |
| 1852                                     | 1861         | Jean Chalmeton (1807-1880)     |                    | Notaire à Lussan                                                                                            |
| 1861                                     | 1867         | Albert Serre                   |                    | Maire de Vallérargues                                                                                       |
| 1867                                     | 1886 (décès) | Louis Martin (1803-1886)       | Légitimiste        | Maire de La Bruguière-1886 : Louis Martin                                                                   |
| 1886                                     | 1889         | Louis Sartre                   | Conservateur       | Propriétaire à Verfeuil                                                                                     |
| 1889                                     | 1889         | Félix Gardes                   | Républicain        | Maire de Lussan                                                                                             |
| 1889                                     | 1891         | Alexis Coste                   |                    | Propriétaire à Saint-Marcel-de-Careiret                                                                     |
| 1891                                     | 1904         | Benjamin Puget                 | Radical            | Propriétaire à Saint-André-d'Olérargues                                                                     |
| 1904                                     | 1940         | Camille Chastanier (1861-1950) | radical-socialiste | Greffier de la justice de paix du canton, propriétaire, maire de Lussan                                     |
| 1940                                     |              |                                |                    | Les conseils d'arrondissement ont été suspendus par la loi du 12 octobre 1940 et n'ont jamais été réactivés |
| Les données manquantes sont à compléter. |              |                                |                    | |

## Illustration

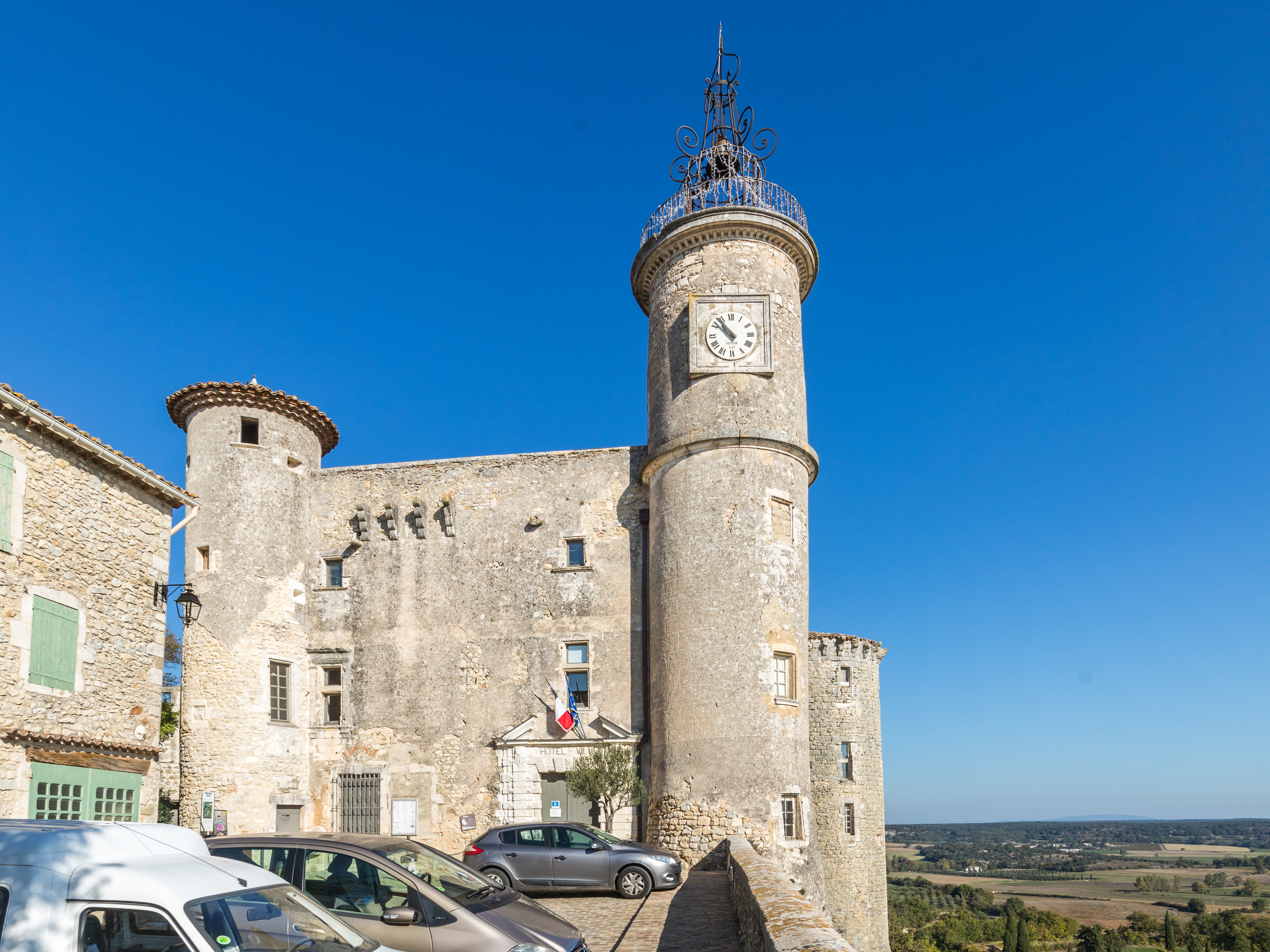
Le château de Lussan (actuelle mairie)

### Juges de paix
| Période | Période | Identité                  | Fonction précédente                     | Observation |
| ------- | ------- | ------------------------- | --------------------------------------- | ----------- |
| 1814    | 1830    | Jean-Baptiste de Rouvière |                                         | -           |
| 1830    | 1831    | Deleuze-Gouijoux          |                                         | -           |
| 1831    | 1846    | Jean-Louis Brunel         |                                         | -           |
| 1846    | 1875    | Étienne Journet           |                                         | -           |
| 1875    | 1877    | Marius Thibon             |                                         | -           |
| 1877    | 1878    | Boyer                     |                                         | -           |
| 1878    | 1880    | Émile Liénard             |                                         | -           |
| 1880    | 1891    | Frédéric Chazel           |                                         | -           |
| 1891    | 1894    | Louis Broussous           | Juge de paix du canton de Thueyts       | -           |
| 1894    | 1895    | Hippolyte Froment         | Juge de paix du canton de Thueyts       | -           |
| 1895    | 1900    | Mersadier                 | Juge de paix du canton de Bourg-de-Visa | -           |
| 1900    | 1920    | Paul Jean                 | Juge de paix du canton de Génolhac      | -           |

### Conseillers généraux
| Période | Période          | Identité                                         | Étiquette     | Qualité                                                                           |
| ------- | ---------------- | ------------------------------------------------ | ------------- | --------------------------------------------------------------------------------- |
| 1833    | 1842             | Jean Joseph Théophile Etienne Gide (1775-1857)   |               | Ancien notaire, propriétaire à Nîmes et à Uzès                                    |
| 1842    | 1848             | Edouard Serres                                   |               | Banquier à Uzès                                                                   |
| 1848    | 1852 (décès)     | Jean Antoine de Dampmartin                       |               | Ancien sous-préfet d'Orange Maire d'Uzès, assassiné le 30 septembre 1852          |
| 1852    | 1864             | Félix Maiffredy de Robernier                     |               | Propriétaire à Uzès Président de chambre honoraire à la Cour d'appel              |
| 1864    | 1877             | Ivan de Carme de Labruguière                     | Droite        | Propriétaire à Lussan Maire d'Uzès                                                |
| 1877    | 1888 (décès)     | Jean-Marie Adolphe de Carme de Labruguière       | Droite        | Propriétaire à Lussan Maire d'Uzès                                                |
| 1888    | 1889             | Jean Frach                                       | Républicain   | Propriétaire à Verfeuil                                                           |
| 1889    | 1901             | Joseph Camroux                                   | Républicain   | Propriétaire et négociant à Lussan                                                |
| 1901    | 1903 (décès)     | Félix Gardes                                     | Rad.          | Propriétaire, maire de Lussan                                                     |
| 1903    | 1913             | Georges de Sorbier de Pougnadoresse (1872-1919)  | Conservateur  | Avocat, Pougnadoresse                                                             |
| 1913    | 1939 (démission) | Jean Bosc                                        | Rad.          | Avocat à la Cour d'Appel de Nîmes Député (1924-1928) Sénateur (1929-1939)         |
| 1939    | 1940             | siège vacant                                     |               |                                                                                   |
|         |                  |                                                  |               |                                                                                   |
| 1942    | 1945             | François de Sorbier de Pougnadoresse (1899-1964) |               | Maire de Pougnadoresse Nommé conseiller départemental en 1942                     |
|         |                  |                                                  |               |                                                                                   |
| 1945    | 1964             | Raoul Gauthier (1896-1977)                       | Rad.          | Négociant à Bagnols-sur-Cèze Maire de Saint-Marcel-de-Careiret                    |
| 1964    | 1979 (décès)     | Pierre Boulot (1915-1979)                        | Rad. puis MRG | Propriétaire à Bagnols-sur-Cèze Président de la Chambre d'agriculture du Gard     |
| 1979    | 1994             | Jean Marcel (1913-1998)                          | MRG puis PRG  | Ouvrier agricole puis cultivateur Maire de Verfeuil                               |
| 1994    | 2015             | Yvan Verdier                                     | PS            | Epicier Maire de Lussan (1983-2008) Vice-président du Conseil général (2004-2011) |

## Démographie
| 1962  | 1968  | 1975  | 1982  | 1990  | 1999  | 2006  | 2011  | 2012  |
| ----- | ----- | ----- | ----- | ----- | ----- | ----- | ----- | ----- |
| 2 314 | 2 265 | 2 332 | 2 697 | 3 205 | 3 572 | 4 162 | 4 625 | 4 728 |